# Juan Urbano Palma
Juan Urbano Palma (n. 1872) fue un militar español que alcanzó el generalato.

## Biografía
Nacido el 7 de octubre de 1872, ingresó en la Academia General Militar en 1890, licenciándose tres años más tarde. Llegó a intervenir en la guerra de Cuba, donde tuvo una actuación relevante. Ascendido a coronel en 1921, ejerció como gobernador militar de Jaén y Badajoz, y comandante del regimiento «Castilla». En 1930 fue ascendido al rango de general de brigada, siéndole conferido el mando de la brigada de infantería con sede en Tenerife.
En junio de 1931 fue nombrado comandante de la 4.ª Brigada de infantería, puesto que mantuvo hasta 1934. A comienzos de 1935 recibió el mando de la 8.ª Brigada de infantería. No obstante, sería cesado unos meses después por el ministro de la guerra, Gil-Robles. Algunos autores han relacionado este cese con la creencia falsa de que Urbano era miembro de la masonería, al igual que ocurrió con otros oficiales de alta graduación que fueron cesados por estas fechas.
En julio de 1936 era jefe del Archivo General Militar. Durante el transcurso de la Guerra civil no tuvo un papel relevante. En octubre de 1936 pasó a la situación de primera reserva, y en agosto de 1939, recién acabada la contienda, pasó definitivamente a la situación de reserva.

## Condecoraciones
- Gran Cruz de la Orden de San Hermenegildo (1931)[11]